# Zehrwespen
Die Zehrwespen, wissenschaftlicher Name Proctotrupidae, sind eine mittelgroße Familie der Hautflügler. Weltweit sind mehr als 400 rezente Arten in 30 Gattungen beschrieben worden (weitere 26 Arten als Fossilien).

## Merkmale
Zehrwespen sind zwischen 3 und 10 Millimeter lange Wespen. Sie sind in der Regel schwarz gefärbt, selten teilweise rötlich oder gelblich. Es kommen weder metallisch gefärbte Arten noch solche mit markanter Zeichnung vor. Die Kutikula ist meist am ganzen Körper glatt und glänzend, nur am Propodeum, selten auch am Petiolus oder den Metapleuren (seitlich am Rumpfabschnitt) gibt es bei vielen Arten eine auffallende Skulptur, z. B. wabenartige Felderung, die für die Artbestimmung wichtig ist. Der Kopf trägt fadenförmige Antennen, die in beiden Geschlechtern aus 13 Segmenten aufgebaut sind. Die Mandibeln besitzen in der Regel nur einen Zahn. Die Ränder der Komplexaugen sind bei Ansicht von vorn parallelseitig. Außerdem trägt der Kopf drei Ocellen, deren seitliche um mehr als ihren eigenen Durchmesser vom Augenrand entfernt sind.
Der mittlere Körperabschnitt (Mesosoma) mit dem Rumpf trägt ein ringförmiges Pronotum, das von den Hüften der Vorderbeine bis zu den Flügelschüppchen (Tegulae) reicht. Die Notaulices oder Parapsiden, bei vielen Hautflüglern vorhandene Längsfurchen auf dem mittleren Rumpfabschnitt (Mesonotum) sind bei den Zehrwespen vorhanden, aber nur schwach entwickelt und unauffällig. Der seitliche Abschnitt (Mesopleuren) dieses Segments besitzt im oberen Teil ein spiegelnd glattes Feld (Speculum). Die Flügel zeichnen sich durch ein stark reduziertes, charakteristisches Flügelgeäder aus. Als vollständige, röhrenförmige Adern sind im Vorderflügel nur eine Randader (Costa) und parallel dazu eine zweite Längsader (Subcosta + Radius) vorhanden, die bis zum gut entwickelten Flügelmal (Pterostigma) reichen und so eine gut entwickelte Costalzelle ausbilden. Dicht benachbart außen (apikal) des Pterostigmas erreicht eine Querader den Flügelrand und bildet eine zweite, kleine Zelle. Alle anderen Adern sind, wenn überhaupt noch erkennbar, nur rudimentär erhalten als blasse braune oder gelbe Linien. Nur bei der (australischen) Unterfamilie Austrocynipinae sind sie deutlicher, so dass hier drei Längsadern (mit Media und Cubitus) bis zum Flügelrand sichtbar sind. Bei wenigen Arten sind die Flügel der Weibchen reduziert.
Der freie Hinterleib (Metasoma oder Gaster) beginnt mit einem röhrenförmigen Stielchen (Petiolus), das immer recht kurz ist, manchmal ist es vom nach vorn vorgewölbten zweiten Segment verdeckt und von oben nicht sichtbar. Der zweite Abschnitt des Gaster ist bei weitem der breiteste, er besteht anatomisch aus den ohne erkennbare Nähte miteinander verwachsenen Abdominalsegmenten 3 bis 5. Sichtbar ist beinahe nur das breite Tergum, während die Bauchplatte (Sternum) weitgehend davon verdeckt ist. Die anschließenden Abdominaltergite 6 und 7 sind frei entwickelt, aber recht kurz, die Sternit dieser Segmente zu einer Subgenitalplatte verwachsen. Die Segmente 8 und 9 sind teleskopartig in den Hinterleib eingezogen und von außen nicht sichtbar. Bei den Weibchen der Zehrwespen ist die Form des Hinterleibs für die Familie charakteristisch. Dieser ist immer bauchwärts eingekrümmt und läuft meist in eine Spitze aus, die aus den stark sklerotisierten Legebohrerscheiden besteht, der Ovipositor selbst ist darin eingeschlossen und mit Ausnahme der Spitze nicht sichtbar.

## Lebensweise
Die Larven der Zehrwespen sind, wie typisch für alle Gruppen der Verwandtschaft, Parasitoide von Insektenlarven; aber zumindest eine Art, Phaneroserphus calcar, parasitiert, sehr ungewöhnlich für Hymenopteren, zusätzlich auch den Hundertfüßer Lithobius forficatus. Wirte sind sonst überwiegend Käferlarven der Familien Staphylinidae, Carabidae, Nitidulidae und etwa zehn anderer Familien. Weitere Wirte sind bei wenigen Arten Pilzmücken (Diptera, Mycetophilidae), Trauermücken (Sciaridae) und Faulholzmotten (Lepidoptera, Oecophoridae). Alle parasitierten Gruppen sind entweder streu- oder bodenlebend, meist in Wäldern. Die Parasitenlarven leben im Wirt je nach Art als Endoparasitoid entweder einzeln (solitär) oder mehrere im selben Wirt (gregär). Das Weibchen legt seine Eier in den Wirt je nach Art vom zeitigen Frühjahr bis in den Hochsommer ab, die Parasitenlarve überwintert dann in der Regel im Wirt und schlüpft im folgenden Frühjahr, daneben gibt es auch Imaginalüberwinterer. Die Verpuppung erfolgt in charakteristischer Weise: Die verpuppungsbereite Larve verlässt den abgetöteten Wirt durch die Segmentalhäute des Hinterleibs, bleibt aber mit ihrem Hinterende darin verankert. Die gregären Parasitoidpuppen stehen dann in Reihen aus dem Hinterleib der Wirtslarve hervor. Ein Kokon wird nicht gebildet.
Auch im Imaginalstadium bevorzugen Zehrwespen eher kühle, luftfeuchte Lebensräume wie Wälder und Feuchtgebiete. Die Flugzeit der meisten Arten liegt in Mitteleuropa im Spätsommer bis Herbst mit Maximum im August und September. In der Regel tritt nur eine Generation im Jahr auf (monovoltin).

## Verbreitung
Zehrwespen sind beinahe weltweit verbreitet. Der Verbreitungsschwerpunkt liegt dabei in relativ kühlen Klimaten, die Artenzahl nimmt zu den Tropen hin ab. Aus Afrika südlich der Sahara sind so nur 10 Arten aus zwei Gattungen bekannt. Viele Gattungen und Arten besitzen ein großes Verbreitungsgebiet, einige sind paläarktisch von Europa bis Japan verbreitet. In Nordamerika sind die Proctotrupidae mit 45 Arten in 9 Gattungen vertreten.

## Taxonomie, Phylogenie, Systematik
In der Literatur findet man für die Proctotrupidae auch das Synonym Serphidae.
Die Familie wird in zwei Unterfamilien gegliedert:
- Unterfamilie Austroserphinae. Nur 3 Gattungen mit mindestens 5 Arten in Australien, Neuguinea und Südamerika[6][7]:
  - Acanthoserphus albicoxa – Queensland (Australien)
  - Acanthoserphus bidens – Papua-Neuguinea
  - Austrocodrus gladiogeminus – Patagonien (Südamerika)
  - Austrocodrus patagonicus – Patagonien (Südamerika)
  - Austroserphus albofaciatus – Tasmanien, Victoria (Australien)

- Unterfamilie Proctotrupinae

Die Zehrwespen sind Typusfamilie der Überfamilie Proctotrupoidea oder Zehrwespenartige. Diese umfasst sonst nur artenarme Reliktfamilien mit wenigen Arten weltweit (die früher zugeordnete Familie Diapriidae mit recht vielen Arten wird heute in der Regel in eine eigene Überfamilie Diaprioidea ausgegliedert). Die gesamte Verwandtschaft besitzt vermutlich ein hohes Alter. Sie gehört in eine schlecht charakterisierte Verwandtschaftsgruppe meist kleiner Arten (früher oft „Mikrohymenopteren“ genannt), die Proctotrupomorpha, die früher oft als Verlegenheitstaxon andernorts nicht unterzubringender Gruppen galt, aber möglicherweise doch monophyletisch ist. Sowohl nach morphologischen wie nach molekularen Ergebnissen sind die wahrscheinlichsten Schwestergruppen der Zehrwespen selbst entweder die Heloridae oder die Vanhorniidae.

## Fossilien
Eng verwandt und mögliche Stammgruppe der Familie ist die Familie Mesoserphidae, die vom unteren Jura an zum Beispiel aus der berühmten Fossillagerstätte Karatau (Qaratau) in Kasachstan nachgewiesen ist. Fossilien der Familie selbst sind seit der frühen Kreide aus China und der Mongolei bekannt. Die Funde aus dem eozänen baltischen Bernstein und jungeozäne Kompressionsfossilien aus Kalkstein aus Florissant (Colorado, USA) werden bereits heute noch lebenden (rezenten) Gattungen zugeordnet.

## Gattungen und Arten in Europa
Die Proctotrupidae sind in Europa mit folgenden 14 Gattungen und 58 Arten vertreten:
- Brachyserphus – B. laeviceps, B. parvulus
- Codrus – C. niger, C. picicornis
- Cryptoserphus – C. aculeator, C. dilatus, C. flavipes, C. longitarsis, C. medius
- Disogmus – D. areolator, D. basalis, D. integer, D. nigricornis, D. quinquedentatus
- Exallonyx – E. angulatus, E. ater, E. brevicornis, E. brevimala, E. confusus, E. crenicornis, E. formicarius, E. leviventris, E. ligatus, E. longicornis, E. microcerus, E. microstylus, E. minor, E. nixoni, E. pallidistigma, E. quadriceps, E. subserratus, E. trichomus, E. trifoveatus, E. wasmanni
- Mischoserphus – M. arcuator, M. lacrymans
- Nothoserphus – N. boops
- Paracodrus – P. apterogynus
- Parthenocodrus – P. elongatus
- Phaenoserphus – P. borealis, P. chittii,  P. fuscipes, P. gregori, P. pallipes, P. viator
- Phaneroserphus – P. calcar, P. cristatus
- Proctotrupes – P. bistriatus, P. brachypterus, P. gravidator, P. maurus
- Pschornia – P. megaloura, P. minora, P. rossica
- Tretoserphus – T. foveolatus, T. laricis, T. nudicauda, T. perkinsi